# Gitona incohata
Gitona incohata är en tvåvingeart som beskrevs av Bock 1982. Gitona incohata ingår i släktet Gitona och familjen daggflugor. Inga underarter finns listade i Catalogue of Life.